# Franklinothrips vespiformis
Franklinothrips vespiformis är en insektsart som först beskrevs av D. L. Crawford 1909.  Franklinothrips vespiformis ingår i släktet Franklinothrips och familjen rovtripsar. Inga underarter finns listade i Catalogue of Life.